# Kamieniec (Gostynin)
Pour les articles homonymes, voir Kamieniec.
Kamieniec (prononciation : [kaˈmjɛɲɛt͡s]) est un village polonais de la gmina de Szczawin Kościelny dans le powiat de Gostynin de la voïvodie de Mazovie dans le centre-est de la Pologne.
Il se situe à environ 9 kilomètres au sud de Szczawin Kościelny (siège de la gmina), 17 kilomètres au sud-est de Gostynin (siège du powiat) et à 96 kilomètres à l'ouest de Varsovie (capitale de la Pologne).
Le village possède une population de 116 habitants en 2006.

## Histoire
De 1975 à 1998, le village appartenait administrativement à la voïvodie de Płock.